# Кемское сельское поселение (Никольский район)

Кемское сельское поселение образовано в 2013 году при объединении Верхнекемское и Нижнекемского СП

Кемское сельское поселение — муниципальное образование в Никольском районе Вологодской области России.
Административный центр — посёлок Борок.

## История
В 1999 году был утверждён список населённых пунктов Вологодской области. Согласно этому списку выделяются сельсоветы:
- Верхнекемский (ОКАТО 19 234 816) — 19 населённых пунктов, центр — посёлок Борок,
- Нижнекемский (ОКАТО 19 234 848) — 9 населённых пунктов, центр — село Никольское[2].

В 2000 году были упразднены деревни Павлово, Олово, Аридово, Дубровка Верхнекемского сельсовета, деревня Горка Нижнекемского сельсовета.
1 января 2006 года в соответствии с Федеральным законом № 131 «Об общих принципах организации местного самоуправления в Российской Федерации» образованы Верхнекемское и Нижнекемское сельские поселения, которые соответствуют одноимённым сельсоветам.
1 апреля 2013 года Верхнекемское и Нижнекемское сельские поселения были объединены в Кемское сельское поселение.

## География
Располагается на западе района. Граничит:
- на востоке с Пермасским, Краснополянским и Нигинским сельскими поселениями,
- на севере с Вахневским сельским поселением и Подболотным сельским поселением Бабушкинского района,
- на западе с Рослятинским и Березниковским сельскими поселениями Бабушкинского района.
- на юге с Костромской областью.

## Население
| 2014  | 2015  | 2016  | 2017  | 2018  | 2019  | 2020  |
| ----- | ----- | ----- | ----- | ----- | ----- | ----- |
| 1460  | ↘1390 | ↘1363 | ↗1369 | ↘1338 | ↘1308 | ↘1268 |
| 2021  | 2023  |       |       |       |       |       |
| ↘1250 | ↘1211 |       |       |       |       |       |

По данным переписи 2010 года население Верхнекемского сельского поселения составляло 1313 человек, Нижнекемского — 333 человека, оценка на 1 января 2012 года — 1230 человек и 327 человек соответственно.

## Населённые пункты
В состав сельского поселения входят 22 населённых пункта, в том числе
17 деревень,
3 посёлка,
2 села.
| Населённый пункт       | ОКАТО          | Рег. номер | Расстояние до районного центра, км | Расстояние до центра поселения, км | Индекс | Координаты                      |
| ---------------------- | -------------- | ---------- | ---------------------------------- | ---------------------------------- | ------ | ------------------------------- |
| посёлок Борок          | 19 234 816 001 | 4915       | 50                                 | —                                  | 161446 | 59°30′06″ с. ш. 44°45′48″ в. д. |
| село Верхняя Кема      | 19 234 816 003 | 4917       | 62,5                               | 12,5                               | 161447 | 59°36′19″ с. ш. 44°41′47″ в. д. |
| деревня Верховино      | 19 234 816 004 | 4918       | 56                                 | 6                                  | 161447 | 59°33′03″ с. ш. 44°42′25″ в. д. |
| деревня Веселый Пахарь | 19 234 816 005 | 4919       | 66                                 | 16                                 | 161447 | 59°35′47″ с. ш. 44°45′38″ в. д. |
| деревня Вострово       | 19 234 848 003 | 5042       | 67                                 |                                    | 161448 | 59°23′21″ с. ш. 44°40′04″ в. д. |
| деревня Всемирская     | 19 234 816 006 | 4920       | 69                                 | 19                                 | 161447 | 59°35′08″ с. ш. 44°34′07″ в. д. |
| деревня Демино         | 19 234 816 007 | 4921       | 51,5                               | 1,5                                | 161446 | 59°29′57″ с. ш. 44°43′45″ в. д. |
| деревня Земцово        | 19 234 848 005 | 5044       | 50                                 |                                    | 161448 | 59°27′40″ с. ш. 44°46′12″ в. д. |
| деревня Каино          | 19 234 848 006 | 5045       | 55                                 |                                    | 161448 | 59°25′52″ с. ш. 44°42′39″ в. д. |
| деревня Княжево        | 19 234 848 007 | 5046       | 56                                 |                                    | 161448 | 59°25′50″ с. ш. 44°41′49″ в. д. |
| деревня Костенево      | 19 234 816 009 | 4923       | 67                                 | 17                                 | 161446 | 59°37′57″ с. ш. 44°39′07″ в. д. |
| деревня Костылево      | 19 234 816 010 | 4924       | 64                                 | 14                                 | 161447 | 59°37′18″ с. ш. 44°42′19″ в. д. |
| деревня Красавино      | 19 234 816 011 | 4925       | 70                                 | 20                                 | 161447 | 59°36′08″ с. ш. 44°35′41″ в. д. |
| посёлок Лантюг         | 19 234 816 012 | 4926       | 82                                 | 32                                 | 161446 | 59°41′39″ с. ш. 44°45′28″ в. д. |
| посёлок Макаровский    | 19 234 816 013 | 4927       | 65                                 | 15                                 | 161447 | 59°32′13″ с. ш. 44°34′21″ в. д. |
| село Никольское        | 19 234 848 001 | 5040       | 65                                 |                                    | 161448 | 59°22′59″ с. ш. 44°35′09″ в. д. |
| деревня Падерино       | 19 234 816 016 | 4930       | 66                                 | 16                                 | 161447 | 59°37′14″ с. ш. 44°39′09″ в. д. |
| деревня Путилово       | 19 234 848 008 | 5047       | 56                                 |                                    | 161448 | 59°25′29″ с. ш. 44°41′32″ в. д. |
| деревня Савино         | 19 234 816 017 | 4931       | 69,5                               | 19,5                               | 161447 | 59°34′25″ с. ш. 44°35′20″ в. д. |
| деревня Серпово        | 19 234 816 018 | 4932       | 56,5                               | 6,5                                | 161446 | 59°29′19″ с. ш. 44°39′10″ в. д. |
| деревня Старина        | 19 234 816 019 | 4933       | 62                                 | 12                                 | 161446 | 59°35′53″ с. ш. 44°41′28″ в. д. |
| деревня Ямская         | 19 234 848 009 | 5048       | 61                                 |                                    | 161448 | 59°23′59″ с. ш. 44°37′25″ в. д. |

### Упразднённые населённые пункты
| Населённый пункт | ОКАТО          | Рег. номер | Расстояние до районного центра, км | Расстояние до центра поселения, км | Дата упразднения | Сельсовет     |
| ---------------- | -------------- | ---------- | ---------------------------------- | ---------------------------------- | ---------------- | ------------- |
| деревня Аридово  | 19 234 816 002 | 4916       |                                    |                                    | 1.02.2000        | Верхнекемский |
| деревня Вороново | 19 234 848 002 | 5041       | 70                                 |                                    | 02.2022          | Нижнекемский  |
| деревня Горка    | 19 234 848 004 | 5043       | 71                                 |                                    | 1.02.2000        | Нижнекемский  |
| деревня Дубровка | 19 234 816 008 | 4922       | 66                                 | 16                                 | 1.02.2000        | Верхнекемский |
| деревня Олово    | 19 234 816 014 | 4928       | 73                                 | 23                                 | 1.02.2000        | Верхнекемский |
| деревня Павлово  | 19 234 816 015 | 4929       | 72                                 | 22                                 | 1.02.2000        | Верхнекемский |

Населённые пункты, упразднённые до 2000 года: деревня Каменка, посёлок Копылово, деревня Крутики, деревня Макарово, починок Николаевский, деревня Панино, деревня Сенная, деревня Сотная.